# Syncallia stellata
Syncallia stellata is een vlinder uit de familie van de stippelmotten (Yponomeutidae). Syncallia stellata werd in beschreven door Guerin.